# Julholm, Esbo
Julholm är en ö i Finland. Den ligger i Finska viken och i kommunen Esbo i den ekonomiska regionen  Helsingfors i landskapet Nyland, i den södra delen av landet. Ön ligger omkring 10 kilometer väster om Helsingfors.
Öns area är 9,8 hektar och dess största längd är 550 meter i nord-sydlig riktning.